# C++17
2018년 기준으로 C++17은 C++의 ISO/IEC 14882 표준 중 가장 최신 개정판이다.

## 역사
C++ 표준 위원회가 표준 출시 주기를 3년으로 고정하기 전까지 C++17의 출시일은 불명확했다. 그  동안 C++17 개정판은 C++1z으로 불리기도 했었는데, 이는 C++11이 C++0x나 C++1x로 불렸었고 C++14이 C++1y로 불렸던 것과 같은 이치이다. C++17의 사양은 2017년 3월에 Draft International Standard (DIS)까지 도달했다. 이 DIS는 약간의 수정 요구만을 동반한 채 만장일치로 승인되었으며, 최종 표준이 2017년 12월에 출시되었다. C++ 표준 템플릿 라이브러리에는 약간의 추가 사항만 있다. <algorithm> 헤더의 몇몇 알고리즘들에 명시적 병렬화 기능이 생겼으며, 문법의 개선이 이루어졌다.

### 다음 표준
- C++20[5][6][7]

## 제거된 기능
이번 C++ 개정판에는 몇몇 기능이 제거되기도 하였다.
- 삼중자 제거[8]
- std::auto_ptr, std::random_shuffle, 오래된 함수 어댑터 와 같이 사용 중단된 표준 라이브러리의 타입과 함수의 제거[9]

## 새로운 기능
C++17는 많은 새 기능을 선보인다. 다음 목록은 완전하지 않을 수 있다.

### 언어
- static_assert에서 텍스트 메시지를 선택적으로 제공[10]

- 템플릿 매개변수에서 typename을 class 대신 사용가능[11]

- braced-init-list의 auto 추론에 대한 새로운 규칙[12][13]

- 중첩된 네임스페이스의 정의. namespace X { namespace Y { … } } 대신 namespace X::Y { … } 사용 가능[14]

- 네임스페이스와 열거형에 attribute 사용 가능[15]

- 새로운 표준 attribute [[fallthrough]], [[maybe_unused]], [[nodiscard]][16]

- UTF-8 인코딩의 (u8) 문자 리터럴[17] (UTF-8 문자열 리터럴은 C++11부터 있었으나, 문자 타입의 리터럴이 추가된 것임. 그러나 1바이트에 한정되어 ASCII만 저장할 수 있음.)

- 16진수 부동소수점 리터럴[18][19]

- 모든 non-type 템플릿 인자에 대한 상수 평가[20]

- 가변 템플릿을 위한 fold expressions[21]

- 컴파일 타임 정적 if문 추가됨: if constexpr(expression)[22]

- 구조적 바인딩 선언. auto [a, b] = getTwoReturnValues();[23]

- if와 switch문에서의 초기화[24]

- T 타입(최고 레벨의 cv-qualifier을 무시한 채)의 prvalue 포현식을 이용한 T 타입의 복사 초기화 및 직접 초기화는 prvalue의 복사 생성자나 이동 생성자를 사용하지 않음. copy elision 참고

- over-aligned 메모리 할당에 대한 확장 기능[25]

- 생성자의 템플릿 추론. std::pair<double, bool><double, bool="">(5.0, false)</double,> 대신에 std::pair(5.0, false) 사용 가능

- 인라인 변수. One Definition Rule을 어기지 않고 헤더 파일에 변수 정의 가능. 규칙은 인라인 함수와 같음.

- __has_include, 전처리기에 의해 헤더가 확인될 수 있게 해줌.[26]

- 키워드 register는 이전에 사용 중지 권고되었으며, 이제 사용되지 않음.[27]

- __cplusplus의 값이 201703L로 변경됨[28]

### 라이브러리
- std::uncaught_exceptions가 추가되어 예외 처리에서 std::uncaught_exception를 대체함[29][30]

- 의 정의"연속적 반복기를"[31]

- boost::filesystem 기반의 파일 시스템 라이브러리[32]

- 병렬 버전의 STL 알고리즘[33]

## 컴파일러 지원
- GCC 8은 완전하면서도 시험적으로 지원함[34][35]
- Clang 5 이상의 버전은 모든 기능을 지원함[36]
- Visual Studio 2017 15.7 (MSVC19.14)은 거의 전부를 지원함[37][38]

## 같이 보기
- C11 (C 버전)

## 참조
- C++98
- C++03
- C++20
- C++ 컴파일러
- C11 (C 버전)
- C18 (C 버전)